# Wilberforce (chat)
Pour les articles homonymes, voir Wilberforce.
 (décembre 2023).
Si vous disposez d'ouvrages ou d'articles de référence ou si vous connaissez des sites web de qualité traitant du thème abordé ici, merci de compléter l'article en donnant les références utiles à sa vérifiabilité et en les liant à la section « Notes et références ».
Wilberforce était le chat qui a vécu au 10 Downing Street entre 1973 et 1987 et a servi sous quatre Premiers ministres du Royaume-Uni : Edward Heath, Harold Wilson, James Callaghan et Margaret Thatcher. Il était essentiellement chargé d'attraper les souris, et succéda dans ce rôle à Peta.
Selon Bernard Ingham, ancien attaché de presse de Margaret Thatcher, Wilberforce était un chat normal, pour qui Thatcher a un jour acheté « une boîte de sardines dans un supermarché de Moscou ». Lors de l'émission télévisée diffusée de la BBC à l'occasion des élections générales de 1983, la présentatrice Esther Rantzen fut autorisée à tenir le chat et à le présenter aux téléspectateurs.[pertinence contestée]
Le groupe musical Wilberforce a choisi son nom en l'honneur de ce chat.
Il a pris sa retraite le 3 avril 1987 et est décédé un an plus tard, en 1988. Il a été remplacé par Humphrey.